# Narrawong
Narrawong est une petite ville située dans le sud-ouest de l'État de Victoria, en Australie. Elle est sur le Princes Highway à l'est de Portland.
Le bureau de poste de Narrawong a ouvert le 1er mars 1859.
Au recensement de 2006, Narrawong et ses environs comptaient 176 habitants.